# Hubert Zettelmeyer
Hubert Zettelmeyer (* 8. November 1866 in Niederbachem; † 19. Juni 1930 in Trier) war ein deutscher Straßenbauunternehmer und Maschinenfabrikant.

## Leben
Hubert Zettelmeyer war Maschinenschlosser auf Straßenwalzen. In Konz gründete er 1897 ein eigenes Straßenbauunternehmen. Er war der Vater des Straßenbauunternehmers und Maschinenfabrikanten Peter Zettelmeyer.

## Ehrungen und Auszeichnungen
1961 wurde in Konz die Hubert-Zettelmeyer-Straße nach dem Unternehmer benannt.